# Cavern Club

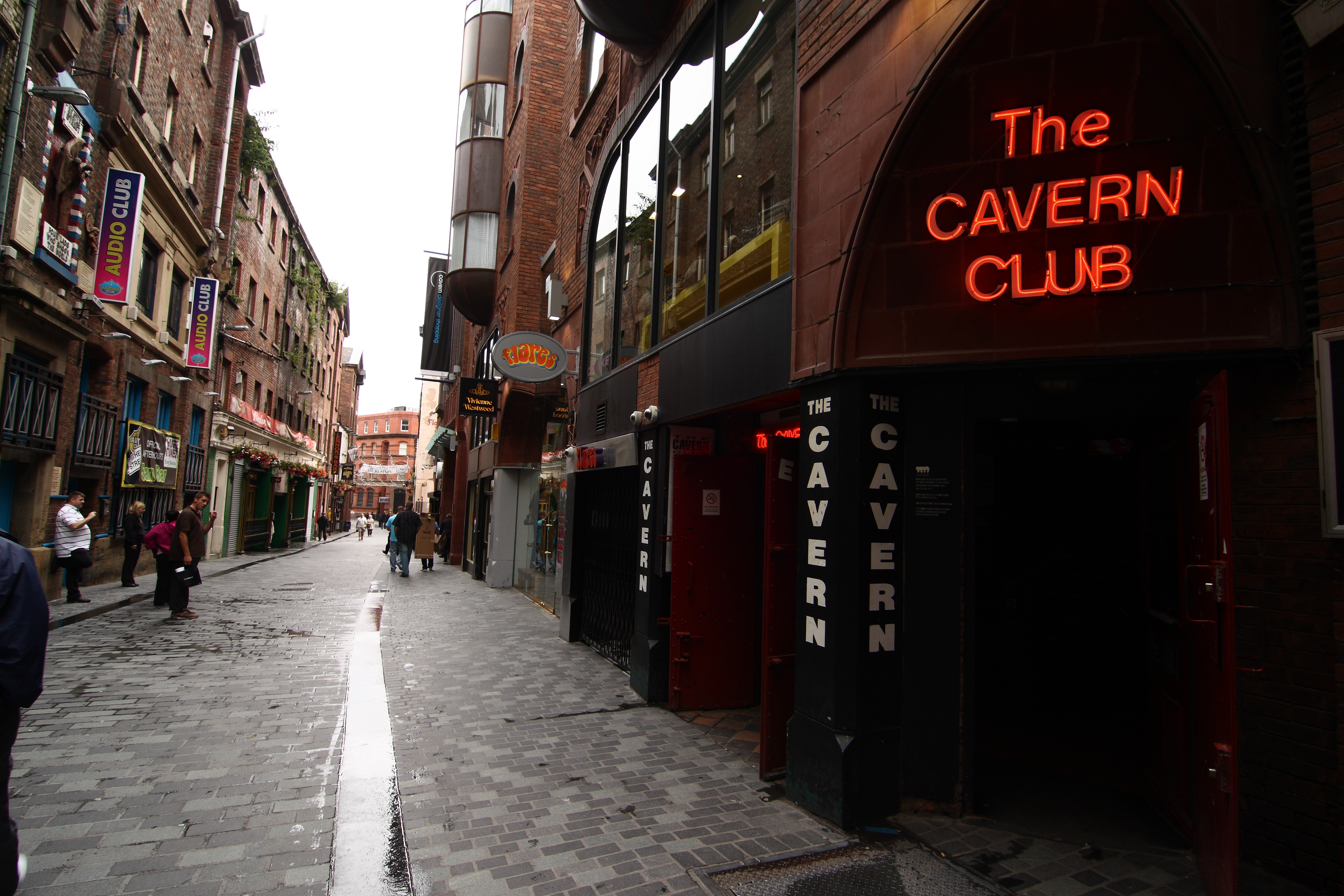
Le Cavern Club.

The Cavern Club (La caverne en français) est une salle de spectacle située au 10, Mathew Street, une petite rue du centre de Liverpool, ville portuaire du nord de l'Angleterre. Elle est devenue célèbre pour avoir vu jouer les Beatles à leurs débuts.

## Histoire
Alan Sytner, inspiré par le club de jazz parisien Le Caveau de la Huchette décide d'ouvrir un club similaire à Liverpool. Ouvert le 16 janvier 1957 comme club de jazz, il doit son nom à l'allure sombre du local dans un sous-sol fait de voûtes, sous un bâtiment commercial. 
C'est là que, pour la première fois, Brian Epstein (leur futur manager) vit jouer les Beatles, le 9 novembre 1961. Bien avant, les Quarrymen y avaient déjà joué plusieurs fois en 1957 et, avec Paul McCartney, le 24 janvier 1958. En deux ans et demi - du 9 février 1961 au 3 août 1963 - les Beatles y donnèrent 292 représentations, souvent à l'heure du déjeuner selon les traditions anglaises, attirant une foule de spectateurs de plus en plus grande, créant un premier noyau de fans. De nombreux autres groupes et artistes y ont joué (notamment les représentants du style Merseybeat comme Billy J. Kramer & the Dakotas) : The Rolling Stones, Arctic Monkeys, The Who, Pink Floyd, Oasis, Aretha Franklin, John Lee Hooker, The Ting Tings, the Kinks, Scorpions, Adele.
Démolie en 1973, la salle a été reconstruite en face en 1982 avec, en partie, les mêmes pierres. Le club existe aussi toujours avec une reconstitution du lieu tel qu'il était à l'époque des Beatles à l'intérieur du musée du groupe, situé sur l'Albert Dock de Liverpool. On peut y voir les signatures de ses membres ainsi que leurs dessins sur le mur du fond, derrière la scène.

## Aujourd'hui
Actuellement, le Cavern club est scindé en deux salles distinctes :
- La salle « voûtée » (reconstitution de celle des Beatles), qui accueille en priorité les groupes reprenant la musique des Fab Four.
- La salle « moderne », avec une scène plus grande et une sonorisation récente, accueille des groupes de tous styles et de toutes nationalités (parmi les groupes français, on peut noter The Green Olive le 3 novembre 2006, The Paper Plane le 14 novembre 2009 ou encore Cat Rodeo le 9 juin 2024 lors de leur première tournée internationale).

En 2017, pour marquer le soixantième anniversaire de son ouverture, une statue de Cilla Black, offerte par ses enfants, est installée devant le club. C. Black était préposée au vestiaire et chantait occasionnellement sur la scène du Cavern lorsque Brian Epstein l'a prise sous son aile.
Le Cavern Club accueille des artistes en résidence ; cela a notamment été le cas des MonaLisa Twins.